# Ігор Корман
Ігор Корман (рум. Igor Corman; нар. 17 грудня 1969, Чулукань, Теленештський район, Молдавська РСР, СРСР) — молдавський політик, голова парламенту Республіки Молдова (з 2013 року).
Є віце-головою Демократичної партії Молдови.

## Біографія
Ігор Корман народився 17 грудня 1969 року в селі Чулукань Теленештський району, Молдавської РСР.
У 1990 році закінчив історичний факультет Державного університету Молдови, в 1992 році — історичний факультет університету імені Александру Іоан Куза в Яссах.
З 1995 року працював у Міністерстві закордонних справ Молдови.
До 2001 року Ігор Корман займав різні посади в молдавському посольстві в Німеччині.
З 2001 по 2003 рік керував Головним Управлінням Європи та Північної Америки в Міністерстві закордонних справ Молдови. У 2004 році він був призначений послом Республіки Молдова в Федеративній Республіці Німеччині та Королівстві Данія і займав цю посаду до свого обрання в парламент Молдови в 2009 році.
З 2009 року є депутатом парламенту Республіки Молдова і займає посаду голови парламентської комісії з зовнішньої політики та європейської інтеграції.
30 травня 2013 Ігор Корман був обраний головою парламенту Республіки Молдова голосами 58 депутатів Ліберал-демократичної і Демократичної партії, депутатами-«реформаторами» Ліберальної партії і деякими незалежними депутатами..
Ігор Корман одружений, має двох дітей. Він володіє румунською, російською, англійською та німецькою мовами.

## Нагороди
- 2006 — Медаль Республіки Молдова «Meritul Civic»;
- 2009 — Орден «За заслуги перед Федеративною Республікою Німеччина».